# Morpho mystica
Morpho mystica är en fjärilsart som beskrevs av Hans Fruhstorfer 1907. Morpho mystica ingår i släktet Morpho och familjen praktfjärilar. Inga underarter finns listade i Catalogue of Life.